# 乌德施泰特
乌德施泰特（德語：Udestedt）是德国图林根州的一个市镇。总面积16.30平方公里，总人口810人，其中男性414人，女性396人（2011年12月31日），人口密度50人/平方公里。